# Loch Shira (Schiff)
Die Loch Shira ist eine Doppelendfähre der Reederei CalMac Ferries. Das Schiff gehört Caledonian Maritime Assets in Port Glasgow, die es auch bereedern. Eingesetzt wird es von CalMac Ferries zwischen Largs und der Insel Great Cumbrae.

## Geschichte
Das im November 2005 bestellte Schiff wurde unter der Baunummer 721 auf der Werft Ferguson Shipbuilders in Port Glasgow gebaut. Die Kiellegung fand am 30. Januar, der Stapellauf am 8. Dezember 2006 statt. Die Fertigstellung des Schiffes erfolgte am 2. Juni 2007. Die Baukosten beliefen sich auf £ 5,8 Mio.
Die Fähre wurde im Juni 2007 auf der Strecke zwischen Largs und der Insel Great Cumbrae in Dienst gestellt.
Das Schiff ist nach dem Loch Shira benannt, einer Bucht im Norden des Loch Fyne bei Inveraray.

## Technische Daten und Ausstattung
Das Schiff wird von zwei Caterpillar-Dieselmotoren mit jeweils 559 kW Leistung angetrieben. Die Motoren wirken über Untersetzungsgetriebe auf zwei Voith-Schneider-Propeller. Für die Stromversorgung stehen von Cummins-Motoren angetriebene Stamford-Generatoren zur Verfügung.
Das Schiff verfügt über ein durchlaufendes Fahrzeugdeck mit drei Fahrspuren, das über herunterklappbare Rampen an beiden Enden der Fähre zugänglich ist. Das Fahrzeugdeck ist im mittleren Bereich der Fähre von den Decksaufbauten überbaut. Die nutzbare Durchfahrtshöhe beträgt 5,1 m. Für Passagiere stehen ein Aufenthaltsraum auf einer Seite des Fahrzeugdecks und ein Aufenthaltsraum in den Decksaufbauten zur Verfügung. Oberhalb des Fahrzeugdecks befinden sich auch offene Decksbereiche mit Sitzgelegenheiten. Das Steuerhaus ist auf einer Seite auf die Decksaufbauten aufgesetzt.
Die Fähre ist für 250 Passagiere zugelassen. Auf dem Fahrzeugdeck können 24 Pkw befördert werden.